# Martigné-Ferchaud
Pour les articles homonymes, voir Martigné (homonymie).
Martigné-Ferchaud est une commune française située dans le département d'Ille-et-Vilaine en région Bretagne et membre de Roche aux Fées Communauté. Elle est peuplée de 2 632 habitants (les Martignolais).

## Géographie

### Présentation
| Coësmes                | Retiers                                    | Forges-la-Forêt        |
| Thourie                | Martigné-Ferchaud                          | Eancé                  |

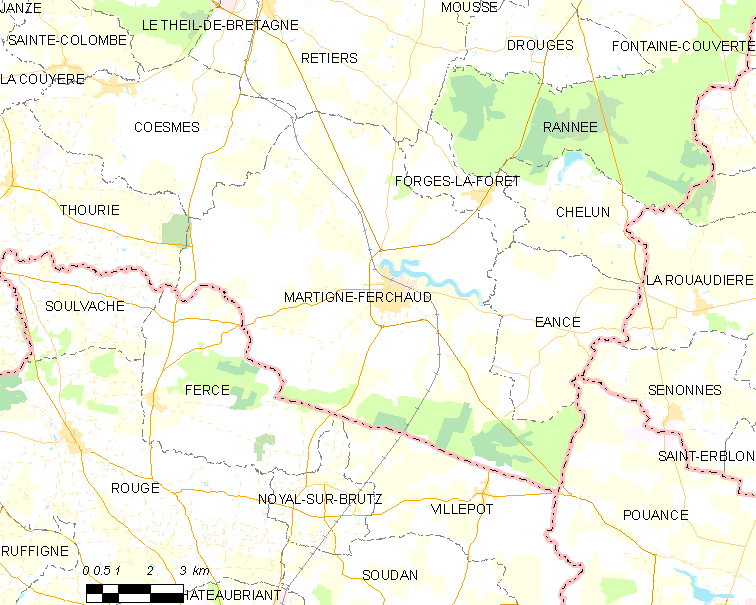
Carte de la commune de Martigné-Ferchaud

| Fercé Loire-Atlantique | Noyal-sur-Brutz, Villepot Loire-Atlantique | Pouancé Maine-et-Loire |

Martigné-Ferchaud est une commune de 7 410 hectares, ce qui en fait la seconde commune du département d'Ille-et-Vilaine juste après Paimpont.

### Écologie
Du point de vue de la richesse de la flore, Martigné est à la huitième place des communes du département possédant dans leurs différents biotopes le plus de taxons, soit 606 pour une moyenne communale de 348 taxons et un total départemental de 1 373 taxons (118 familles). On compte notamment 56 taxons à forte valeur patrimoniale (total de 207) ; 28 taxons protégés et 39 appartenant à la liste rouge du Massif armoricain (total départemental de 237). La commune comprend ainsi la Forêt d'Araize.
Un point de suivi de la qualité des eaux du Semnon est présent sur la commune.

### Hydrographie
Pour un article plus général, voir Réseau hydrographique d'Ille-et-Vilaine.
La commune est située dans le bassin Loire-Bretagne. Elle est drainée par le Semnon, la Fontaine Courge, le Gadouilles, le Masse, le Matz, le Toulon, la Huberdière, l'Anguillée et le Noé Jollys,l'Étang de Guéra et un autre petit cours d'eau,.
Le Semnon, d'une longueur de 73 km, prend sa source dans la commune de Saint-Erblon et se jette  dans la Vilaine à Saint-Senoux, après avoir traversé 20 communes. 
La Fontaine Courge, d'une longueur de 12 km, prend sa source dans la commune  et se jette  dans le Couyère à Thourie, après avoir traversé trois communes. 
Le Gadouilles, d'une longueur de 12 km, prend sa source dans la commune  et se jette  dans le Couyère à La Couyère, après avoir traversé cinq communes. 

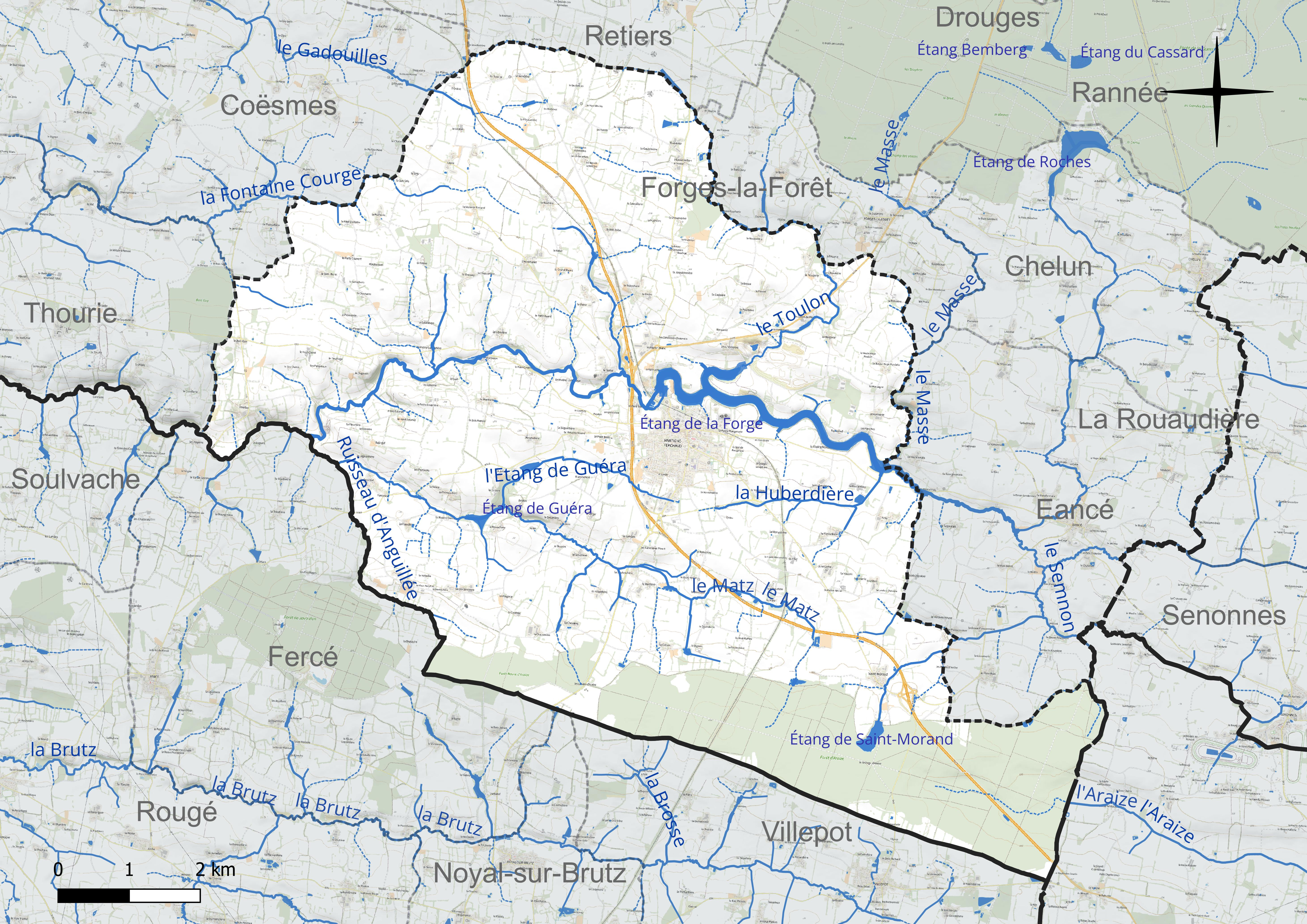
Réseau hydrographique de Martigné-Ferchaud.

Trois plans d'eau complètent le réseau hydrographique : l'étang de Guéra (4,24 ha), l'étang de la Forge, d'une superficie totale de 62 ha (60,98 ha sur la commune) et l'étang de Saint-Morand (7,5 ha),.

### Climat
Pour des articles plus généraux, voir Climat de la Bretagne et Climat d'Ille-et-Vilaine.
En 2010, le climat de la commune est de type climat océanique altéré, selon une étude du CNRS s'appuyant sur une série de données couvrant la période 1971-2000. En 2020, Météo-France publie une typologie des climats de la France métropolitaine dans laquelle la commune est exposée à un climat océanique et est dans la région climatique Bretagne orientale et méridionale, Pays nantais, Vendée, caractérisée par une faible pluviométrie en été et une bonne insolation. Parallèlement l'observatoire de l'environnement en Bretagne publie en 2020 un zonage climatique de la région Bretagne, s'appuyant sur des données de Météo-France de 2009. La commune est, selon ce zonage, dans la zone « Sud Est », avec des étés relativement chauds et ensoleillés.
Pour la période 1971-2000, la température annuelle moyenne est de 11,4 °C, avec une amplitude thermique annuelle de 13,6 °C. Le cumul annuel moyen de précipitations est de 777 mm, avec 13 jours de précipitations en janvier et 7,1 jours en juillet. Pour la période 1991-2020, la température moyenne annuelle observée sur la station météorologique la plus proche, située sur la commune d'Arbrissel à 11 km à vol d'oiseau, est de 12,1 °C et le cumul annuel moyen de précipitations est de 718,7 mm,. Pour l'avenir, les paramètres climatiques de la commune estimés pour 2050 selon différents scénarios d'émission de gaz à effet de serre sont consultables sur un site dédié publié par Météo-France en novembre 2022.

## Urbanisme

### Typologie
Au 1er janvier 2024, Martigné-Ferchaud est catégorisée bourg rural, selon la nouvelle grille communale de densité à sept niveaux définie par l'Insee en 2022.
Elle est située hors unité urbaine et hors attraction des villes,.

### Occupation des sols
L'occupation des sols de la commune, telle qu'elle ressort de la base de données européenne d'occupation biophysique des sols Corine Land Cover (CLC), est marquée par l'importance des territoires agricoles (81,3 % en 2018), en diminution par rapport à 1990 (82,7 %). La répartition détaillée en 2018 est la suivante :
zones agricoles hétérogènes (36,7 %), terres arables (27 %), prairies (17,5 %), forêts (14,4 %), zones urbanisées (1,1 %), zones industrielles ou commerciales et réseaux de communication (1,1 %), mines, décharges et chantiers (1 %), eaux continentales (0,9 %). L'évolution de l'occupation des sols de la commune et de ses infrastructures peut être observée sur les différentes représentations cartographiques du territoire : la carte de Cassini (XVIIIe siècle), la carte d'état-major (1820-1866) et les cartes ou photos aériennes de l'IGN pour la période actuelle (1950 à aujourd'hui).

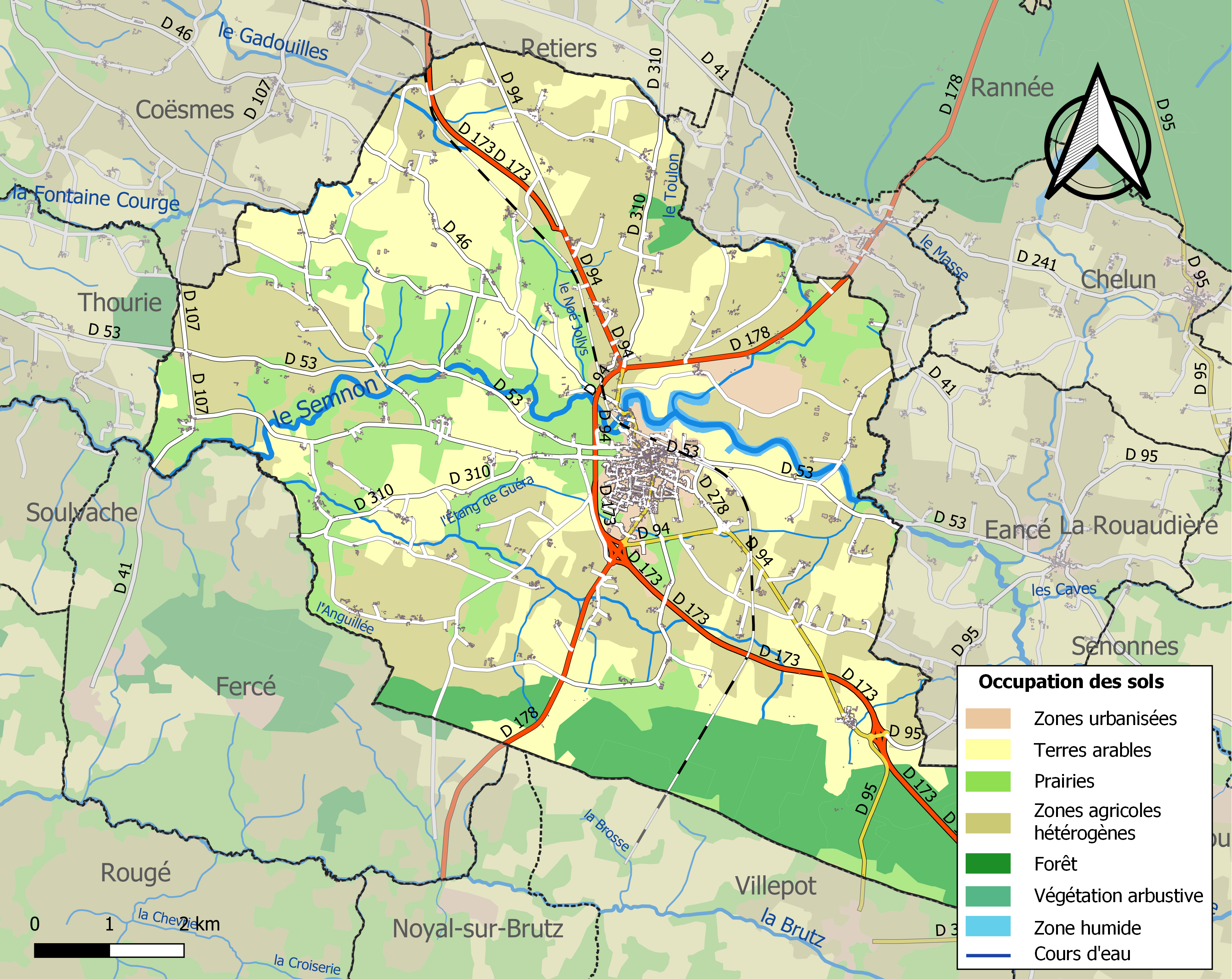
Carte des infrastructures et de l'occupation des sols de la commune en 2018 (CLC).

### Voies de communications et transports
La ligne ferroviaire de Châteaubriant à Rennes traverse la commune.
Deux principales routes départementales traversent la commune : RD 173 et RD 178.
La RD 173 est une voie express à 2×2 voies faisant partie de la liaison entre Rennes et Angers, via Corps-Nuds, Janzé, Retiers, Martigné-Ferchaud, Pouancé, Segré et Le Lion-d'Angers.
La RD 178 relie Fougères à Châteaubriant, via Vitré, La Guerche-de-Bretagne et Martigné-Ferchaud. Il s'agit de l'ancienne RN 178 qui reliait Fougères à La Mothe-Achard, via Vitré, Châteaubriant et Nantes lors de sa création en 1824, et succédant à la route impériale 198,. Dans les années 1970, la RN 178 a été déclassée et transférée au département d'Ille-et-Vilaine.

## Toponymie
Le nom de la localité est attesté sous les formes Martiniacum au XIe siècle, Martigneium en 1218, Martigneium Ferri Calidi en 1516.
Martigné est un nom de domaine gallo-romain, basé sur l'anthroponyme Martinus, c'est-à-dire Martin, ou Martinius, lui-même dérivé de « Mars dieu de la guerre » et du suffixe -(i)acum « lieu de, propriété de » dont l'aboutissement régulier est la terminaison -é dans l'ouest.
Le déterminant complémentaire Ferchaud est un nom de personne d'origine germanique (latinisé en Farcaldus dans les textes), réinterprété en « fer chaud ».
En gallo, le nom de la commune est Martignë prononcé [martiɲə].

## Histoire

### Révolution française
La population de la commune était, parait-il, favorable aux changements apportés par la Révolution française, surtout après la fin de la Terreur. La principale fête révolutionnaire est celle célébrant l'anniversaire de l'exécution de Louis XVI, accompagnée d'un serment de haine à la royauté et à l'anarchie, fêtée à partir de 1795.

### LeXXesiècle

#### La Première Guerre mondiale
Le monument aux morts de Martigné-Ferchaud porte les noms de 159 soldats morts pour la France pendant la Première Guerre mondiale.

#### La Seconde Guerre mondiale
Un groupe de résistants se forma en 1942, sur les communes de Martigné-Ferchaud, Retiers, Éancé et Forges-la-Forêt, leurs premières actions étant de cacher des réfractaires au Service du travail obligatoire (plus de 2 000 jeunes réfractaires furent camouflés), cacher des aviateurs alliés (plus de 150 aviateurs américains ou anglais furent cachés et rapatriés) et des évadés. En juin-juillet 1943 le capitaine François Vallée, puis ses deux adjoints, membres du réseau Buckmaster, renforcèrent ce réseau de résistance qui reçut des parachutages d'armes et fut actif dans tout le département d'Ille-et-Vilaine et même au-delà ; mais de nombreuses arrestations de membres de ce réseau eurent lieu vers la fin de l'année 1943 dont Rogatien Guillemoto arrêté le 8 octobre 1943 à Martigné-Ferchaud par des officiers allemands de la Feldgendarmerie de Rennes, accompagnés de deux gendarmes allemands et de deux policiers en civil de la gestapo, avec le Maréchal-des-Logis-Chef Planchais, et les gendarmes Piette et Martin, de la brigade de gendarmerie de Martigné-Ferchaud. Noms des déportés Morts en déportation : Félix Certin (Forges-la-Forêt), René Chevalier, Joseph Gageot, Rogatien Guillemoto, Auguste Hermenier, Clément Lebas, Angèle Misériaux, Victor Piette, Jean-Baptiste Planchais, Raymond Poulain, Emile Richard, Francis Texier. Rentrés de déportation : Pierre Bachelot, Klébert Doreau, Albert Loison (Eancé), André Maignan, Louis Martin, Marcel Martin, Marcel Mignot ; 50 membres de ce réseau sont morts ou disparus en déportation, dont 12 de Martigné-Ferchaud (Jean Richard, responsable du secteur de Martigné-Ferchaud, parvint à échapper à l'arrestation). Une plaque commémorative située sur une place de la ville porte 48 noms de membres du réseau Buckmaster morts pour la France.
Le 10 août 1944, la Task Force Peter (une des quatre colonnes fantômes du 23rd Headquarters Special Troops, équipée de chars, jeeps, avions, etc.. gonflables, destinés à faire croire aux reconnaissances aériennes allemandes qu'il s'agissait d'une véritable force militaire), après être passée par Vitré, installa ses faux éléments gonflables au sud de Martigné-Ferchaud.
Le monument aux morts de Martigné-Ferchaud porte les noms de 8 personnes mortes pour la France pendant la Seconde Guerre mondiale.

## Héraldique
| Blason | Blasonnement : D'argent à la quintefeuille de gueules. |

## Politique et administration

### Liste des maires

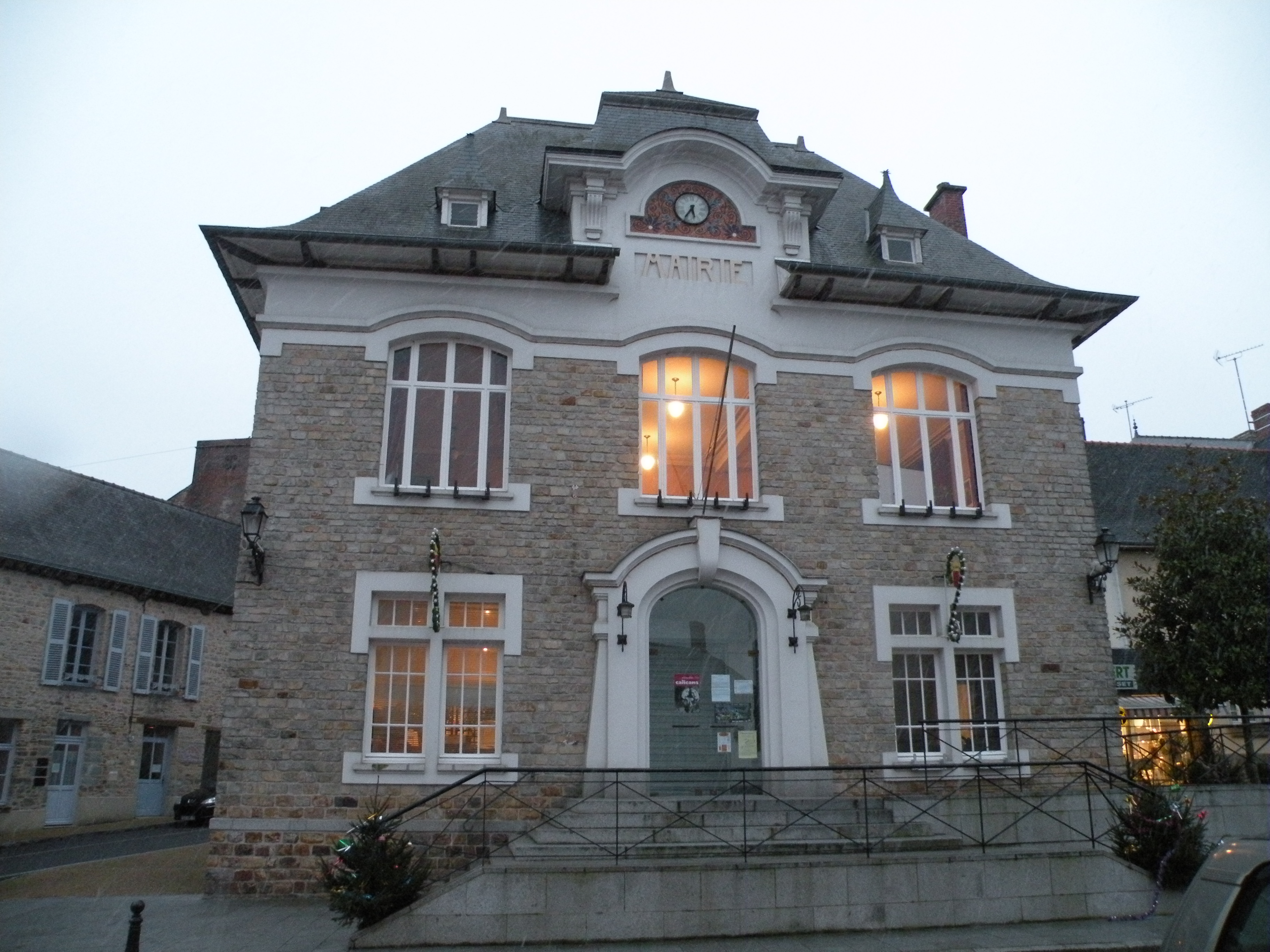
La mairie.

| Période     | Période            | Identité                            | Étiquette | Qualité                                   |
| ----------- | ------------------ | ----------------------------------- | --------- | ----------------------------------------- |
| 1801        | 1813               | Ducrest de Lorgerie                 |           |                                           |
| 1813        | 1829               | Monnier                             |           |                                           |
| 1829        | 1830               | Paris                               |           |                                           |
| 1830        | 1832               | Pierre Daussy                       |           |                                           |
| 1832        | 1832               | Havard (1er adjoint)                |           | Intérimaire                               |
| 1832        | 1838               | Pierre Daussy                       |           |                                           |
| 1838        | 1840               | Interim Lefeuvre (adjoint)          |           |                                           |
| 1840        | 1846               | Doussault du Breil                  |           |                                           |
| 1846        | 1859               | Pierre Daussy                       |           |                                           |
| 1859        | 1878               | Pierre Thomas                       |           |                                           |
| 1878        | 1892               | Théophile Daussy                    |           |                                           |
| 1892        | avril 1911 (décès) | Raoul Rémi de Gourden               |           | Avocat près la cour d'appel de Rennes     |
| mai 1911    | 1940               | Charles Doudet                      |           |                                           |
| 1941        | 1945               | Félix Brochet                       |           |                                           |
| 1945        | 1967               | Paul Prime                          |           |                                           |
| 1967        | mars 1977          | Ivan-Bernard de Fontaine de Resbecq | DVD       | Notaire                                   |
| mars 1977   | mars 1989          | Michel Charton                      |           | Docteur vétérinaire, maire honoraire      |
| mars 1989   | mars 2001          | Guy Martin                          |           | Entrepreneur en bâtiment, maire honoraire |
| mars 2001   | mars 2008          | Michel Raison                       | DVD       | Chef d'agence bancaire                    |
| mars 2008   | 27 mai 2020        | Pierre Jégu                         | DVG       | Coiffeur retraité                         |
| 27 mai 2020 | En cours           | Patrick Henry                       | DVD       | Agriculteur                               |

### Jumelages
Avec les huit autres communes du canton de Retiers, aujourd'hui supprimé, Martigné-Ferchaud est jumelée avec :
- Mieścisko (Pologne) depuis mars 1998

## Démographie
L'évolution du nombre d'habitants est connue à travers les recensements de la population effectués dans la commune depuis 1793. Pour les communes de moins de 10 000 habitants, une enquête de recensement portant sur toute la population est réalisée tous les cinq ans, les populations de référence des années intermédiaires étant quant à elles estimées par interpolation ou extrapolation. Pour la commune, le premier recensement exhaustif entrant dans le cadre du nouveau dispositif a été réalisé en 2004.
En 2022, la commune comptait 2 632 habitants, en évolution de +0,84 % par rapport à 2016 (Ille-et-Vilaine : +5,46 %, France hors Mayotte : +2,11 %).
| 1793  | 1800  | 1806  | 1821  | 1831  | 1836  | 1841  | 1846  | 1851  |
| ----- | ----- | ----- | ----- | ----- | ----- | ----- | ----- | ----- |
| 3 550 | 3 308 | 3 467 | 3 923 | 3 696 | 3 599 | 3 586 | 3 609 | 3 783 |

| 1856  | 1861  | 1866  | 1872  | 1876  | 1881  | 1886  | 1891  | 1896  |
| ----- | ----- | ----- | ----- | ----- | ----- | ----- | ----- | ----- |
| 3 830 | 3 787 | 3 807 | 3 754 | 3 889 | 3 994 | 3 936 | 3 973 | 3 963 |

| 1901  | 1906  | 1911  | 1921  | 1926  | 1931  | 1936  | 1946  | 1954  |
| ----- | ----- | ----- | ----- | ----- | ----- | ----- | ----- | ----- |
| 3 753 | 3 678 | 3 584 | 3 233 | 3 229 | 3 295 | 3 185 | 3 231 | 3 203 |

| 1962  | 1968  | 1975  | 1982  | 1990  | 1999  | 2004  | 2006  | 2009  |
| ----- | ----- | ----- | ----- | ----- | ----- | ----- | ----- | ----- |
| 3 286 | 3 227 | 3 285 | 3 150 | 2 920 | 2 634 | 2 617 | 2 568 | 2 650 |

| 2014  | 2019  | 2022  | - | - | - | - | - | - |
| ----- | ----- | ----- | - | - | - | - | - | - |
| 2 612 | 2 583 | 2 632 | - | - | - | - | - | - |

## Économie
La commune administre un camping, amené par l'ouverture de la véloroute La Régalante en 2024, qui place la commune à mi-chemin entre Nantes et Le Mont-Saint-Michel, à élargir son public et sa période d'ouverture, jusque-là limitée à juillet-août.

## Lieux et monuments
- Église Saint-Pierre
- Forge de Martigné-Ferchaud. Un haut-fourneau, créé en 1672 par René Saget, remplaça l'industrie des forges à bras, jusque-là très florissante. Le minerai de fer venait de Loire-Atlantique (Sion-les-mines et alentours) et le charbon de bois des forêts alentour. Les fers étaient exportés jusqu'aux Antilles.
- Étang de la Forge ou étang de Martigné. Il s'étend sur 80 ha et ses chutes étaient autrefois utilisées pour actionner les forges de la ville.
- Monument en hommage au réseau Buckmaster[52].

## Activité culturelle et manifestations
- Les Étincelles Aquatiques, spectacle son et lumière annuel sur quatre jours au début du mois d'août, créé par le docteur Jean-Michel Aussant en 1994, impliquant un millier de bénévoles, composé de tableaux scéniques et pyrotechniques[53],[54].
- Festival Les Mines d'or.

## Personnalités liées à la commune
L'abbé René Marie Guillou (15 mars 1747 à Châteaugiron - 13 février 1832 à Rennes), curé de Martigné-Ferchaud (1774-1789 et 1803-1820), est député du clergé du 21 avril 1789 au 30 septembre 1791,.
L'abbé démocrate Louis Bridel (1890-1933) est inhumé dans la commune.
Charles Rabot, né à Nevers en 1856, dans une famille d'origine bretonne, est à la fois un géographe, un glaciologue, un explorateur, en même temps qu'un grand voyageur, un journaliste et un conférencier. Quelques semaines avant que la Seconde Guerre mondiale n'éclate, Charles Rabot se retire dans sa propriété de La Halinière à Martigné-Ferchaud en Ille-et-Vilaine, où il décède le 1er février 1944. Dans l'hommage que lui rend L'Illustration (12/19 février 1944), Jacques Sorbets écrit : « Animé du seul désir d'élargir l'horizon du grand public, il s'effaçait complètement dans ses articles ou conférences derrière ce qu'il avait à écrire ou à dire. Son extrême modestie l'a maintenu en France dans une sorte d'incognito qui le laissait indifférent ».Charles Rabot fut inhumé dans le cimetière du Père-Lachaise à Paris.
Émile Bridel, industriel fondateur des laiteries Bridel (beurre, fromage…), est né en 1918 à Martigné-Ferchaud. Il meurt le 13 août 1994 à Missillac (Loire-Atlantique).
Le 11 novembre 1984, Frédéric Boulay, militant raciste habitant la commune, tue deux ouvriers turcs et en blesse cinq autres, à Châteaubriant en Loire-Atlantique.